# نادر بوش
نادر بوش (بالفرنسية: Nadir Bosch)‏ هو منافس ألعاب قوى فرنسي، ولد في 16 مايو 1973 في مدينة الجزائر في الجزائر.

## وصلات خارجية
- نادر بوش على موقع الاتحاد الدولي لألعاب القوى (الإنجليزية)
- نادر بوش على موقع الاتحاد الفرنسي لألعاب القوى (الفرنسية)
- نادر بوش على موقع أوليمبيديا (الإنجليزية)